# Carmelo Mesa-Lago
Carmelo Mesa-Lago (* 11. August 1934 in Havanna) ist ein  kubanoamerikanischer Wirtschaftswissenschaftler und Lateinamerikaexperte. 

## Leben und Wirken
Carmelo Mesa-Lago kam 1934 in der kubanischen Hauptstadt Havanna zur Welt. Seine Eltern sind  Ana María Lago und Rogelio Mesa. An der Universität Havanna studierte er zunächst Rechtswissenschaften und schloss 1956 mit einem Master für Zivilrecht ab. Danach ging Mesa-Lago nach Madrid, um an der dortigen Universität 1958 seinen Doktor zu machen. Gleichzeitig erwarb er ein Diplom in Sozialer Sicherheit. Nach seinem Abschluss trat er eine Stelle als Professor für „Arbeit und Soziale Sicherheit“ an der Katholischen Universität Villanueva und am Colegio de La Salle in Havanna an. 1959 wurde er zusätzlich Chef der Rechtsabteilung und Vorstandsmitglied der kubanischen Bank für Sozialversicherung in Havanna.
Im Jahr 1961 verließ Mesa-Lago Havanna und wurde Professor für Arbeitsrecht und Soziale Sicherheit an der Universität Madrid. Ein Jahr später emigrierte er in die USA, wo er zunächst als Forschungsassistent des Ökonomie-Departments der Universität Miami tätig war, wo er 1965 den Master im Fach Wirtschaftswissenschaften erwarb. 1968 promovierte er an der Cornell University im Fach Industrie- und Arbeitsbeziehungen. Anschließend begann er seine akademische Laufbahn an der Universität Pittsburgh, wo er Assistenzdirektor des dortigen Zentrums für Lateinamerikanische Studien sowie Assistenzprofessor des Departments für Ökonomie wurde. Von 1974 bis 1986 war Mesa-Lago Direktor des Zentrums und von 1976 bis 1980 Professor für Wirtschaftswissenschaften. Von 1980 bis 1999 diente er am Universitätszentrum für Internationale Studien in Pittsburgh. 1999 emeritierte er und trägt seit dem den Titel  Distinguished Service Professor Emeritus on Economics and Latin American Studies.
Während seiner akademischen Karriere lehrte und forschte Mesa-Lago als Gastprofessor an zahlreichen renommierten internationalen Universitäten und Forschungsinstituten, darunter der Oxford University, der Freien Universität Berlin und dem Max-Planck-Institut für ausländisches und internationales Sozialrecht in München. Daneben beriet er zahlreiche Regierungen und Nichtregierungsorganisationen in West-Europa, Asien und Lateinamerika auf dem Gebiet der Sozialversicherungen und Rentenreformen. 1980/1981 war er Präsident der Latin American Studies Association.
Carmelo Mesa-Lago veröffentlichte über 80 Bücher und 275 wissenschaftliche Aufsätze zur Sozialen Sicherheit in Lateinamerika und zur Wirtschaft Kubas. Sie erschienen in sieben Sprachen und wurden in 33 Ländern veröffentlicht. Für seine Forschung erhielt Mesa-Lago zahlreiche akademische Preise. Im Privatleben ist er verheiratet und hat drei Töchter.
Die kubanische Regierung hat Mesa-Lago wiederholt die Einreise in sein Heimatland verweigert. Nach mehreren abgelehnten Visa-Anträgen und zwanzigjähriger Abwesenheit durfte er zuletzt 2010 nach Havanna reisen, um dort auf Einladung von Kardinal Jaime Ortega an einer von der Katholischen Kirche veranstalteten Konferenz teilzunehmen. Für eine ebenfalls vom Erzbistum Havanna veranstaltete Konferenz im März 2014, auf der er aus Anlass seines 80. Geburtstags geehrt wurde, wurde Mesa-Lago von den kubanischen Behörden keine Einreisegenehmigung erteilt.

## Publikationen (Auswahl)

### Monographien
- Voces de cambio en el sector no estatal cubano. Iberoamericana, Madrid 2016, ISBN 978-3-95487-532-0.
- Cuba Under Raúl Castro: Assessing the Reforms (mit Jorge Pérez-López. Lynne Rienner Publishers; 2013)
- World Crisis Effects on Social Security in Latin America and the Caribbean: Lessons and Policies (London, Institute for the Study of the Americas, 2010).
- Reassembling Social Security: A Survey of Pension and Health Care Reforms in Latin America (Oxford: Oxford University Press, 2008).
- Cuba's Aborted Reform: Socieconomic Effects, International Comparisons and Transition Policies (mit Jorge F. Pérez-López), Gainesville: University Press of Florida, 2005.

### Wissenschaftliche Aufsätze
- History of Social Security in Latin America (MS PowerPoint; 141 kB), in Encuentro Internacional sobre la Historia del Seguro (Madrid, Fundación MAPFRE,  Instituto de Ciencias del Seguro, 2010), S. 309–347
- The Impact of the Global Crisis in Cuba’s Economy and Social Welfare (PDF; 156 kB) (mit Pavel Vidal), Journal of Latin American Studies, Vol. 42, Nr. 4, 2010, S. 689–717
- Re-reforms of Latin American Pension Systems: Argentinean and Chilean Models and Lessons (PDF; 133 kB), The Geneva Papers on Risk and Insurance Issues and Practice, Vol. 34, Nr. 4, 2009, S. 602–617
- Economic and Social Balance of 50 Years of the Cuban Revolution (MS Word; 323 kB), in Cuba in Transition, Vol. 19 (Washington D.C., ASCE, 2009), S. 368–382
- Cuban GDP Statistics Under the Special Period: Discontinuites, Obfuscation and Puzzles (MS Word; 263 kB) (mit J. Pérez-López), in Cuba in Transition, Vol. 19 (Washington D.C., ASCE, 2009), S. 153–167
- Social Protection in Chile: Reforms to Improve Equity (MS Word; 196 kB), International Labour Review, Vol. 147, Nr. 4, 2008, S. 377–402
- What the United States can Learn from Social Security Reforms in Latin America (MS Word; 55 kB), Forum (LASA), Vol. 39, Nr. 2, 2008, S. 22–24